# Ludwik Ćwikliński
Ludwik Ćwikliński (ur. 17 lipca 1853 w Gnieźnie, zm. 3 października 1942 w Krakowie) – polski filolog klasyczny, profesor i rektor Uniwersytetu Lwowskiego, minister oświaty w rządzie austriackim.

## Życiorys
Był synem organisty kościelnego Wojciecha i Cecylii z Buszkiewiczów. Ukończył Królewskie Gimnazjum w Gnieźnie, gdzie w 1870 zdał maturę, następnie studiował filologię klasyczną, historię starożytną i slawistykę na Uniwersytecie Wrocławskim (1870-71) oraz filologię klasyczną, historię starożytną i historię filozofii na uniwersytecie w Berlinie (1871-1873). W Berlinie jednym z jego wykładowców był Theodor Mommsen. W 1873 na podstawie pracy Quaestiones de tempore, quo Thucydides priorem historiae suae partem composuerit obronił doktorat na uczelni berlińskiej. Pracował jako nauczyciel historii i języków starożytnych w gimnazjum w Berlinie (do 1875). W 1876 został profesorem nadzwyczajnym Uniwersytetu Lwowskiego; wykładał filologię klasyczną, archeologię i historię starożytną; kierował II Katedrą Filologii Klasycznej. W 1879 otrzymał tytuł profesora zwyczajnego, dwukrotnie pełnił funkcję dziekana Wydziału Filozoficznego (1883/1884, 1891), był prorektorem (1894/1895) i rektorem (1893/1894) Uniwersytetu Lwowskiego. W latach 1876–1902 kierował jednocześnie Komisją Egzaminacyjną dla kandydatów na nauczycieli szkół średnich, a 1879-1902 był konserwatorem zabytków przedhistorycznych w Urzędzie Konserwatorskim we Lwowie. Pełnił funkcję prezesa Towarzystwa Kursów Akademickich dla kobiet (1896-1899). Wsparł kandydaturę Tadeusza Wojciechowskiego na stanowisko kierownika Katedry Historii Polski na Uniwersytecie Lwowskim (1881); redagował czasopismo „Eos” (1894-1901).
W latach 1899–1902 sprawował mandat posła do parlamentu austriackiego. W 1902 przeniósł się do Wiednia, gdzie pracował naukowo w Instytucie Archeologicznym. Był jednocześnie kierownikiem Sekcji Szkół Wyższych w Ministerstwie Oświaty Austrii, a w latach 1917–1918 pełnił funkcję ministra oświaty i wyznań religijnych. Ze stanowiska ministra wspierał naukę i szkolnictwo polskie w Cieszyńskiem i Małopolsce. Po powrocie do kraju (1919) osiadł w Poznaniu. W 1920 prowadził wykłady z filologii klasycznej na Uniwersytecie Wileńskim, a w 1928 został mianowany profesorem honorowym Uniwersytetu Poznańskiego. Odebrał doktoraty honoris causa uniwersytetów we Lwowie, Poznaniu oraz Jagiellońskiego w Krakowie.
W 1905 został odznaczony Orderem Korony Żelaznej II Klasy.
W 1893 został powołany na członka korespondenta, a w 1904 na członka czynnego AU (późniejsza PAU). Był również członkiem Poznańskiego Towarzystwa Przyjaciół Nauk (1892 członek korespondent, 1928 członek honorowy), członkiem założycielem (1893) i wieloletnim prezesem (1893-1939) Towarzystwa Filologicznego (Societas Philologa, od 1919 r. Societas Phililoga Polonorum, czyli Polskie Towarzystwo Filologiczne), członkiem Instytutu Archeologicznego w Wiedniu (od 1902), członkiem Czeskiej Akademii Umiejętności (od 1903), członkiem honorowym Towarzystwa Filozoficznego w Wiedniu (1903). W 1929 organizował Zjazd Filologów Klasycznych Krajów Słowiańskich w Poznaniu. Po wybuchu wojny był więziony w obozie koncentracyjnym, następnie przebywał w szpitalu sióstr Elżbietanek w Poznaniu, a pod koniec życia w krakowskim klasztorze ojców kapucynów, zamienionym na szpital-schronisko dla starców. Pochowany na Cmentarzu Rakowickim w Krakowie.
W pracy naukowej zajmował się historiografią i poezją grecką, odkryciami archeologicznymi oraz literaturą polsko-łacińską. Analizując Wojnę peloponeską Tukidydesa uznał, że pewne części dzieła – opisujące wojny archidamejską i sycylijską – stanowiły pierwotnie odrębne opracowanie. Wskazał również pozostające bez związku z całością tekstu fragmenty traktatu Ksenofonta o dochodach państwowych; uznał je za notatki, robione przez autora na marginesie. Badał przekłady Homera, szczególnie na język polski. Przygotował pierwsze kompletne wydanie dzieł Klemensa Janickiego (Clementiis Janicii poetae laureatis carmina, 1930); ustalił, że Janicki otrzymał laur poetycki nie z rąk papieża Pawła III, ale od przedstawiciela Republiki Weneckiej Marco Antonio Contariniego. Prowadził badania archeologiczne we Włoszech (1875-1876) i Grecji, zajmował się odkryciami Heinricha Schliemanna (artykuł Homer, Schliemann i Mykeny, 1879).

## Publikacje
Ogłosił szereg prac naukowych; najważniejsze:
- Über die Entstehungsweise des zweiten Theiles der Thukydideischen Geschichte (1877)
- Uniwersytet a nauka (1877)
- Über die Entstehung des Herodoteischen Geschichtwerkes (1878)
- Beiträge zur Kritik und Erklärung des Thucydides (1878)
- Homer, Schliemann i Mykeny. Wspomnienia z podróży do Grecyi (1879)
- Homer i Homerycy. Rzecz o studyach i przekładach Homera, szczególnie w Polsce (1881)
- Stanisław z Krakowa, autor XIVgo wieku i jego traktat o życiu i cudach św. Jacka (1884)
- W jaki sposób wydawać należy poetów łacińsko-polskich wieku XVI (1886)
- Olimpia. Historya i pomniki sztuki (1887)
- Gramatyka języka greckiego. Gramatyka Curtiusa i Hartla – do języka polskiego zastosował Ludwik Ćwikliński (1890; wyd. VI – 1921)
- Opis zarazy ateńskiej w dziele Tukidydesa II.47, 2-54. Studyjum krytyczne (1891)
- Konstytucja Aten, świeżo odkryte dzieło Arystotelesa (1892)
- Klemens Janicki, poeta uwieńczony (1516-1543) (1893)
- Mommsen o Horacyusza carmen saeculare (1894)
- Nowe przepisy o egzaminach dla kandydatów zawodu nauczycielskiego w gimnazyach i szkołach realnych z d. 30 sierpnia 1897 r. w stosunku do przepisów z r. 1884 (1897)
- Liryk grecki. Rzecz o nowo odkrytych poezyach Bakchylidesa (1899)
- Nieznany list Mikołaja Hussovianusa (Hussowskiego)(1899)
- Dwa drobne wiersze Klemensa Janickiego (1900)
- O wawrzynie doktorskim i poetyckim Klemensa Janickiego (1919)
- Kilka uwag o zadaniach i organizacji nauki polskiej (1919)
- Spuścizna Greków i Rzymian. Wykład wstępny – wygłoszony w Uniwersytecie Stefana Batorego w Wilnie dnia 23 kwietnia 1920 r. (1920)
- Animadversiones in aliquot locos Xenophontis de reditibus libelli (1920)
- O przechowanym w zbiorze pism Ksenofontów traktacie o dochodach (1921)
- Adam Schroeter, uczony i poeta śląski XVI wieku i jego poemat o salinach wielickich (1922)
- Ianicius à Padova (1538-1540) (1922)
- Seneki Apokolokyntosis. Satyra na śmierć cesarza Klaudjusza i jego pozgonne wędrówki do nieba i do podziemia (1926)
- Ianiciana. Przyczynki do biografii i oceny utworów Klemensa Janickiego (1928)
- Clementis Janicii Poetae Laurenti Carmina (1930)
- Cesarz Juljan Apostata i jego satyra Symposion (Poznań 1936)
- Nowe Ianiciana (1937)
- Zagadnienia tukidydesowe (1937)